# Kenji Miyazaki
Kenji Miyazaki (japanisch 宮崎 健治 Miyazaki Kenji; * 24. Juni 1977 in der Präfektur Fukuoka) ist ein ehemaliger japanischer Fußballspieler.

## Karriere
Miyazaki erlernte das Fußballspielen in der Schulmannschaft der Kunimi High School und der Universitätsmannschaft der Kwansei-Gakuin-Universität. Seinen ersten Vertrag unterschrieb er 2000 bei den Kyoto Purple Sanga. Der Verein spielte in der höchsten Liga des Landes, der J1 League. Am Ende der Saison 2000 stieg der Verein in die J2 League ab. 2001 wurde er mit dem Verein Meister der J2 League. Für den Verein absolvierte er 22 Spiele. Ende 2001 beendete er seine Karriere als Fußballspieler.